# Mokka (by)
Mokka (arabisk: المخا; tr. al-Mukhā) er en havneby på Rødehavskysten i Yemen med 14.562 (2005) indbyggere. 
Mokka var hovedmarkedsplads for kaffe fra 15. til 17. århundrede. Kaffen derfra er kendt for en smag der minder om chokolade[kilde mangler].

## Historie
Indtil det 19. århundrede var det hovedhavnen for Sanaá, som er den politiske hovedstad i Jemen. I det 19. århundrede overtog byerne Aden og Hodeida betydning som havnebyer på Mokkas bekostning.
Carsten Niebuhr afsluttede sin ekspedition til "Det lykkelige Arabien" i Mokka, hvor han "... højst ugerne indskibede han sig 23. august 1763 i Mokka for at nå Bombay. ..." (fra artiklen om Niebuhr)